# 中山律子
中山 律子（なかやま りつこ、1942年〈昭和17年〉10月12日 - ）は、日本のプロボウラー。群馬県吾妻郡草津町生まれ、鹿児島県育ち。ライセンスNo.2の女子プロ1期生。通算タイトル33勝の永久シードプロで公認パーフェクト2回。社団法人日本プロボウリング協会（JPBA）会長職を4期8年務めた後、2012年3月より名誉会長。ジャパンレディースボウリングクラブ（JLBC）名誉会長。鹿児島市立鹿児島女子高等学校卒業、愛称は「和製ジャンヌ・ダルク」。弟の中山徹は、プロゴルファーでPGAシニアツアー賞金王になったこともある。

## 鹿児島時代
中学2年生で鹿児島県の健康優良児コンテストで第1位に選出される。中学時代からバレーボールを始めて、高校時代にはバレーの選手として東京・熊本と2年連続で国民体育大会に出場。高校卒業後の1961年にバレーの実績を買われて旭精機（愛知県）に入社し、バレーボール選手として活躍したが、入社2年目に同社がバレー部を解散し帰郷を余儀なくされる。
1965年帰郷後、友人に誘われ初めてプレイしたボウリングで85点のスコアを出し、ボウリングの魅力に取り付かれた中山は以後ボウリングの道を歩む。
1966年4月の九州大会で準優勝し、1967年11月の全日本オープン選手権・準優勝をきっかけとし、1968年に東京タワーボウリングセンターにスカウトされ入社。
入社後の1969年6月に第1回女子プロテストが開催され、中山は3日目までトップだったが、終生のライバルとなる須田開代子に最終日に逆転され、結果は2位合格でプロ入りとなる。須田とはアマチュア時代から面識があったものの、優勝・須田、準優勝・中山のパターンがアマ時代には多く実力的には須田の後塵を拝する事が多かった。

## 女子プロボウラー時代
女子プロ誕生と共に中山も結果が付いて来る様になり、1969年9月に開催された女子プロ誕生記念大会で優勝。1970年3月22日の第1回全日本プロボウリング選手権（女子）でも優勝し初代チャンピオンとなる。
1970年8月21日に府中スターレーンで行われた ＜女子プロ8月月例会＞ 海野房枝との優勝決定戦で、女子プロ史上初の公認パーフェクトゲームを達成する。
当日はテレビ朝日（当時NETテレビ）の『レディズ・チャレンジボウル』収録中であり、録画放送は夕食の時間帯だったので在宅率も高く、女子プロ初のパーフェクトゲーム達成の報は瞬く間に列島を駆け巡った。
翌月のボウリング場オープン記念エキジビションでも『未公認』ながらパーフェクトゲームを達成する。
当時のVTRは2インチで非常に高価だったため、各TV局は収録したビデオテープを保存せず、消去して再利用したりしていたケースが多く、中山律子の全盛期の映像で残っている物は少ない。
1970年度 ＜日本プロスポーツ大賞・殊勲賞＞受賞。
1974年11月レコード会社社員と結婚。1978年出産。妊娠中は大会には出場せず、安静に努めていた。
2017年度JPBA日本プロボウリング協会プロボウリング殿堂表彰。

## 社会現象
TV中継でのパーフェクト達成のインパクトは予想を遥かに超えた社会現象を起こし、中山は「さわやか律子さん」の愛称とともに抜群の美貌と人気を誇り、花王のフェザーシャンプーのCM等に出演し一大旋風を巻き起こし、CM曲の「律子さん、律子さん、さわやか律子さん」は流行語となった。
女子プロボウラーは数多くあれど、中山は後に至るまで史上最強の女子プロと呼ばれ、同期の須田らと共に爆発的なボウリングブームの立役者となった。また全盛期の中山は所属先である「東京タワー」の文字が書かれた赤いボウラーシャツを着ており、それがトレードマークとなっていた。

## エピソード
1967年11月の全日本オープンの決勝前にそれまでトップを走っていた中山は偶然、会場のトイレで須田開代子と鉢合わせとなる。その際「中山さん、安心するのはまだ早いわよ」と声を掛けられた。その後はプレッシャーからかミスを連発。その後、6位の須田に逆転され優勝を逃す結果となった。このエピソードはボウリングファンの間で語り草にもなっている。
1970年の中山が初パーフェクトを達成した日、会場の府中スターレーンへタクシーにて向かっていたところ交通事故に巻き込まれた。精神的ショックが心配されたものの幸いケガはなく、予定通り定例会に出場することができた。
動物的なカンの持ち主と評判の中山は巨人の長嶋茂雄のようだと言われる一方で、完璧主義者の須田は王貞治のようだと言われていた。このことは挿絵にも描かれ新聞に掲載された。
1970年代当時の代表的専門誌「ボウリングファン」によると『女子プロ三羽烏』と言われた須田開代子・石井利枝と共にヒップの大きさは90センチメートルを超えていて、「お尻の大きさも大事ではないか？」と、2ページに渡って特集されたことがある。
1995年11月20日で亡くなった須田開代子のボウリング葬では「終生のライバル」として祭壇へ向かい弔辞を読み上げた。

## その後
のちに須田と共にジャパンレディースボウリングクラブ（JLBC）の設立に尽力する。須田の死後はJLBCの会長に就任。1990年代に負傷で一線を退いてからは普及活動を中心に行い、2004年には女性ボウラーでありながら日本プロボウリング協会の会長にも就任。ボウリングの普及やスポンサー探しといった従来の活動に加え、2006年からは『ボウリング革命 P★League』を立ち上げるなど、新たなムーブメントを模索している。
2012年3月に4期8年務めた日本プロボウリング協会の会長職から名誉会長となった。
2013年に東京タワー55周年エッセイコンテストに一般応募し、特別賞を受けた。
2018年ジャパンレディースボウリングクラブ会長職を同期の石井利枝に譲り、名誉会長となった。

## 主な戦績 （通算33勝）
- 『女子プロ誕生記念大会』 優勝　（1969.09.23）
- 『第1回全日本女子プロボウリング選手権大会』 優勝　（1970.03.21〜22）
- 『全米オールスター・トーナメント』 初出場9位入賞　（1970.05.23〜29）
- 『第4回全日本オープンボウリング選手権』 優勝　（1970.11.18〜20）

## 主な記録
- 女子プロ公認初・パーフェクト （1970.08.21）
- 女子ハイ・シリーズ・3ゲーム 世界最高記録824点 （1971.07.15）
- 女子ハイ・シリーズ・6ゲーム 日本最高記録1542点 （1971.07.13）
- 女子ハイ・シリーズ・9ゲーム 日本最高記録2144点 （1971.07.14）
- 通算　公認パーフェクトゲーム2回・800シリーズ達成1回

## 取り上げられたメディア

### 著書
- 『パーフェクト・ボウリング』報知新聞社 1971年
- 『律子のひとりごと』日刊スポーツ出版社 1971年
- 『ボウリング　-アベレージ180をめざして-』講談社スポーツシリーズ  1971年
- 『さわやか律子さん、と呼ばれて -ボウリングに生きる私』チクマ秀版社 1997年
- 『パーフェクトじゃない人生 - 中山律子の 「この道」』東京新聞 出版局- 2014年

### モデルを務めた書籍
- 『図解 ボウリング入門』 中森康友著 池田書店 1970年
- 『ボウリング この手でやっつけろ』 池田書店 1971年
- 『ボウリング入門』 白石雅俊著 東京書店 1972年

他 （総数は不明）

### LPレコード
- さわやか律子さん -300点への道-

### ビデオ
- 人気ボウラー・パーフェクト -中山律子編-
- 中山律子のパーフェクト（ビデオ・パック・ニッポン）
- 300点の王者たち (中山律子 他 東宝 )

### DVD / Blu-ray
- 美しきチャレンジャー DVD-BOX 全4巻 販売元:スバック DVD発売日:2002/06/25

全盛期の映像がスローモーションを交えて収録されている。
- 美しきチャレンジャー Blu-ray

【ベストフィールド 創立20周年記念企画・第1弾　昭和の名作ライブラリー　第111集】2023年3月発売:放送当時を超えるHD鮮明映像で甦る。映像特典:新番組告知映像。
- 昭和ニッポン 一億二千万人の映像 -第17巻 昭和45年 大阪万博と公害多発- 講談社『BOOK倶楽部』 発行年月日：2004/10/20

『女子プロボウリング界の花』と題し、幻の未公認パーフェクト・モノクロ映像が収録されている。

### CM
- 東京ガス「ガス大型湯沸器」（1968年～1969年）[6]
- 雪印バター（1970年〜1971年）
- 花王フェザーシャンプー（1971年〜1972年）
  - オリジナルのCMソングがあった。CMは投球フォーム編とレーンでの指導編の2種類が存在し、30秒バージョンと20秒バージョンがある。
  - CM撮影に用意されたスカートは試合用より10cm短かった、とインタビューで答えていた。
- サントリー通販用の健康食品のインフォマーシャル
- ソフトバンクモバイル 白戸家「父の優しさ」編
  - ここでも花王フェザーのCMソングの一部が使われている。

### 書籍
- 『失礼！金田です』 ＜各界著名人43人との対談集＞ 金田正一著 報知新聞社 1971年
- 『時代の疾走者たち』 中日新聞運動部 中日新聞社 1995年
- 『この道』戦後50年、日本を熱くしたスポーツ・芸能のヒーローたち 500人の証言 （上・下2巻） 日刊スポーツ 1995年
- 『引退　-終わらない夢-』山﨑浩子著 枻（えい）出版社 2000年

他 （総数は不明）

### 雑誌・週刊誌
アサヒグラフ、毎日グラフ、月刊明星、月刊平凡、週刊明星、週刊平凡、週刊文春、週刊現代、週刊女性自身、週刊ヤングレディ、世界画報、週刊少年ジャンプ、週刊少年マガジン、週刊少年サンデー、週刊プレイボーイ、Sports Graphic Number　
他 （総数は不明）

### 楽曲
- 桑田佳祐&The Pin Boys 「レッツゴーボウリング」 - 斉藤志乃ぶ、須田開代子、石井利枝、矢島純一、酒井武雄、岩上太郎とともに往年のプロボウラーとして歌詞に刻まれている。

## テレビ出演

### 1971年当時のボウリング番組
- ストライクボウル （NET 現:テレビ朝日）
- パンチアウト・ボウル （東京12チャンネル 現:テレビ東京）
- レッツゴー・ボウル （TBS）
- ウィークエンド・ボウル （日本テレビ）
- クイーンズ・ボウリング （TBS）
- パーフェクト・ボウリング （日本テレビ）
- ベストボウル （日本テレビ）
- 巨泉のガッツボウル （東京12チャンネル 現:テレビ東京）
- 巨泉のチャレンジボウル （東京12チャンネル 現:テレビ東京）
- レディズ・チャレンジボウル （NET 現:テレビ朝日）

### 特別出演
- 第21回NHK紅白歌合戦 （特別審査員　NHK総合・ラジオ第1 1970.12.31 東京宝塚劇場）
- 第13回日本レコード大賞 （ゲストプレゼンター　TBSテレビ・ラジオ 1971.12.31 東京帝国劇場）

### 一般番組
- とんねるずの生でダラダラいかせて!!（日本テレビ）
- ライオンのいただきます（フジテレビ）
- 痛快なりゆき番組 風雲!たけし城（TBS）
- NHK趣味悠々「レッツ!ファミリーボウリング」（1999年12月6日 - 2000年1月31日、NHK教育）
- 『テレビ朝日が伝えた伝説のスポーツ名勝負 〜いま明かされる舞台裏の真実〜』（テレビ朝日）
  - 中山律子TV初のパーフェクト全12投の興奮がよみがえる!! 中山律子vs須田開代子

他 （総数は不明）

### 特集（本人未出演）
- 報道ステーション（テレビ朝日）
  - 団塊世代に贈る 女子プロ・ライバル対決 中山律子vs須田開代子
- 所さん&おすぎの偉大なるトホホ人物伝（テレビ東京）
  - 昭和のトホホ・前編 『中山VS須田　仁義なき女の戦い』
- 未来教授 美人アスリート（フジテレビ）
  - 1970年 ブームの仕掛け人 中山律子
- ザ・ベストハウス123（フジテレビ）
  - 伝説のライバル名勝負 中山律子vs須田開代子
- 行列のできる法律相談所（日本テレビ）
  - 懐かしきあの頃 1970年代
- SmaSTATION!!（テレビ朝日）
  - あの頃アツくなった70・80年代 （中山律子パーフェクトが第3位にランクイン）

他 （総数は不明）

## ラジオ
- いとしのオールディーズ（2010年10月29日、NHKラジオ第1放送）